# Guy Schoeller
Pour les articles homonymes, voir Schoeller.
Guy Schoeller, né le 11 juillet 1915 à Paris et mort le 23 octobre 2001 à Neuilly-sur-Seine, est un éditeur français.

## Biographie
Guy Schoeller est le fils de Suzanne Féraud et René Schoeller, qui fut directeur général des Messageries Hachette à partir de 1920. Guy travaille dans le groupe Hachette à partir de 1945. Aux côtés d'Henri Filipacchi, il participe au lancement de la collection Le Livre de poche en 1953 et s'occupe des relations avec Gallimard. Il est directeur de Biblio, le répertoire bibliographique de tous les ouvrages parus en langues française. En 1972, il quitte Hachette pour les éditions Robert Laffont en apportant l'édition du Quid.
Il est le fondateur en 1980 de la collection « Bouquins » chez Robert Laffont, et fut également directeur du magazine Femmes d'aujourd'hui.
D'une première union, il a une fille, Nathalie. En 1958, il épouse en secondes noces la romancière Françoise Sagan, avec laquelle il reste marié jusqu'en 1960. Il épouse en troisièmes noces Ghislaine Wollbret (1939-2001), qui fut autrice, entre autres de Lady Jane (1985), publié sous le nom de son époux.
En 1998, il retrace dans Bettina la carrière du plus célèbre mannequin français des années 1950, Bettina Graziani, avec qui il vécut un temps.
Il avait annoncé la publication d’un ouvrage dont il était l’auteur, Le Guide du bluffeur, ouvrage jamais sorti. Il était en effet plus dandy qu'homme de lettres, plus mondain que penseur, tout en restant un travailleur acharné quand il s'agissait d'éditer des ouvrages. Un de ses livres de chevet était pourtant le Journal de Jules Renard. 
Il était amateur d'animaux exotiques, comme les varans de Komodo, et les grands gorilles.

## Œuvre
- Guy Schoeller, Bettina, Paris, Assouline, coll. « Mémoire de la mode », septembre 1998, 80 p. (ISBN 9782843230844)

## Acteur
- 1969 : Un fils unique de Michel Polac